# Животни стандард у Сједињеним Државама
Животни стандард у Сједињеним Државама је један од 20 највиших у свету по стандардима који економисти користе за мерење животног стандарда. Приход по становнику је висок, али такође и мање једнако распоређен у односу на већину других развијених држава; за последицу, Сједињене Државе имају прилично добар резултат у измереним просечним вредностима квалитета живота који не дају на тежини аспектима једнакости.

## Мерила
Према свеобухватним мерилима као што је Индекс људског развоја УН, Сједињене Државе су увек међу првих 20, тренутно заузимајући треће место. Према Индексу људског сиромаштва, Сједињене Државе су на 17. месту, једно место испод Уједињеног Краљевства, и једно место изнад Ирске.
Према „Економистовом“ индексу квалитета живота, Сједињене Државе су рангиране 13, између Финске и Канаде, са резултатом 7,6 од могућих 10. Највећи дат резултат од 8,3 припао је Ирској. Дати индекс узима у обзир разне социо-економске варијабле попут БДП по становнику, очекивани животни век, политичку стабилност, породични живот, живот у заједници, равноправност полова и сигурност посла.
Стопа поседовања станова релативно је висока у поређењу са осталим пост-индустријским земљама. Године 2005. 69% Американаца живело је у својим кућама, грубо узевши сличан проценат као и у Уједињеном Краљевству, Белгији, Израелу и Канади. Становници Сједињених Држава такође уживају добар приступ потрошачким добрима. Американци имају више аутомобила и радио уређаја по становнику него било која друга нација и више телевизора и личних компјутера по становнику, него било који народ са више од 200 милиона становника.

## Промене током времена
Од 1930-их до 1980. године, просечни амерички приход (са обрачунатим порезима и стопом инфлације) је утростручен, што је пренело виши животни стандард за америчку популацију. Измеђи 1949. и 1969, стварни средњи приход породице порастао је за 99,3%.
Просечни стварни приход породице више је него удвостручен од 1945 до 1970-их, док је незапосленост постепено падала док није достигла 4% током 1970-их. Између 1949-50. и 1965-66, средњи породични приход (у америчким доларима од 2009) порастао је са 25.814$ на 43.814$ а од 1947. до 1960, потрошачка потрошња је порасла за пуних 60%, и по први пут, како је приметила Мери П. Рајан, „већина Американаца уживала је нешто што се зове дискрециони доходак, зараду која је била сигурна и довољно знатна да им обезбеди приступ деловима тржишта који су некад били резервисани само за врло богате“.
Током 1960-их, просечни породични доходак повећан је за преко 33%, док су расходи по становнику за рекреацију и оброке порасли за преко 40%. Од 1959. до 1969, просечна породична примања (у доларима из 1984) порасла су са 19.300$ на 26700$. До 1969. 79,6% свих домаћинстава поседовала су барем један аутомобил, 82,6% су имали фрижидер и замрзивач, 79% су имали црно-бели телевизор, 31,9% су имали телевизор у боји, а 70% је поседовало веш машину. Послератни просперитет такође је резултовао у повећању слободног времена. До 1970. је процењено да је просечан радни човек из САД имао 140 слободних дана сваке године.
Како је 1980. пренела Организација за економску сарадњу и развој, амерички стандард живота био је највећи међу индустријским земљама. Од 85 милиона домаћинстава у Сједињеним Државама, 64% је поседовало усељиве станове, 55% је имало најмање два ТВ сета, и 51% је имао више од једног возила. До 1985, амерички приход по становнику био је 11.727$, један од највиших међу индустријским земљама. До средине 1980-их 98% свих домаћинстава имало је телефонски уређај, 77% веш машину, 45% замрзивач и 43% машину за прање судова. До 1990-их просечан амерички стандард живота сматран је међу највишим у свету.

### Тренутно
Просечан приход је 43.318$ по домаћинству (26.000$ по члану домаћинства) са 42% домаћинстава која имају два члана са примањима. Док би средњи приход просечног Американца од преко 25 година у грубим цифрама био 32.000$ (39.000$ ако би урачунати били само стално запослени са пуним радним временом, година између 25 и 64) 2005. Према Цијином џини коефицијенту, који мери неједнакост прихода (што је вредност већа, мање је једнака расподела дохотка) измерена је 2005. на 45,0 у поређењу са 32,0 у Европској унији и 28,3 у Немачкој.
| „                                     | САД имају... БДП по становнику [] од 42000$... [Скорије] надирање технологије у великој мери објашњава постепни напредак „двостепеног тржишта рада“... Од 1975, посебно, сви добици у дохотку домаћинстава отишли су на највиших 20% домаћинстава... Развој БДП у 2004-ој и 2005-ој био је учвршћен одрживим напрецима у продуктивности рада... Дугорочни проблеми укључују неадекватно инвестирање у економску инфраструктуру, убрзано повећање медицинских и пензионих трошкова старе популације, прилично велики трговински и буџетски дефицити, као и стагнација породичног дохотка у мањим економским групама. | ” |
| — ЦИА књига података о САД економији, | |   |

| Држава                   | Аустрија | Белгија | Данска | Француска | Ирска | Норвешка | Шпанија | Португал | УК  | Сједињене Државе | Израел | Канада | Русија |
| ------------------------ | -------- | ------- | ------ | --------- | ----- | -------- | ------- | -------- | --- | ---------------- | ------ | ------ | ------ |
| Стопа поседовања станова | 56%      | 71%     | 51%    | 55%       | 42%   | 77%      | 77%     | 85%      | 64% | 69%              | 69%    | 68%    | 72%    |

## САД на међународним ранг-листама
| Показатељ                     | Вредност   |
| ----------------------------- | ---------- |
| Индекс људског развоја        | 4. од 172  |
| БДП по становнику             | 7. од 183  |
| БДП (номинални) по становнику | 9. од 183  |
| Индекс квалитета живота       | 13. од 111 |
| Индекс сиромаштва             | 17. од 19  |

## Друштвене класе
Стандард живота у Сједињеним Државама варира знатно у односу на друштвено-економски статус. Табела испод даје сумаризацију угледних академских теорија о друштвено-економском раслојавању у Сједињеним Државама:
| Денис Гилберт, 2002                                                       | Денис Гилберт, 2002 | Вилијам Томсон и Џозеф Хајки, 2005 | Вилијам Томсон и Џозеф Хајки, 2005 | Леионард Бигли, 2004        | Леионард Бигли, 2004 |
| Класа                                                                     | Типичне одлике | Класа                              | Типичне одлике | Класа                       | Типичне одлике |
| ------------------------------------------------------------------------- | --- | ---------------------------------- | --- | --------------------------- | --- |
| Капиталистичка класа (1%)                                                 | Највиши руководиоци, најмоћнији политичари, наследници. Често образовани на универзитетима Ајви лиге.                                                                                 | Виша класа (1%)                    | Највиши руководиоци, познате личности, наследници; често приход од преко 500.000$. Често образовани на универзитетима Ајви лиге.                                                | Веома богати (0,9%)         | Мулти-милионери чија примања обично премашују 350.000$; укључују познате личности и моћне руководиоце/политичаре. Често образовани на универзитетима Ајви лиге.                                          |
| Виша средња класа[1] (15%)                                                | Високо образовани (често са дипломским звањима), најчешће са платом, стучњаци и средње високи руководиоци са великом радном аутономијом.                                              | Виша средња класа[1] (15%)         | Високо образовани (често са дипломским звањима) стручњаци и руководиоци са дохотком домаћинства који варира од високо плаћеног ранга до обично изнад 100.000$.                  | Богати (5%)                 | Домаћинства са укупном вредношћу од 1 милион $ или више; углавном у форми отплаћене кућне некретнине. Углавном имају факулетску диплому.                                                                 |
| Виша средња класа[1] (15%)                                                | Високо образовани (често са дипломским звањима), најчешће са платом, стучњаци и средње високи руководиоци са великом радном аутономијом.                                              | Виша средња класа[1] (15%)         | Високо образовани (често са дипломским звањима) стручњаци и руководиоци са дохотком домаћинства који варира од високо плаћеног ранга до обично изнад 100.000$.                  | Средња класа(већина; 46%)   | Универзитетски образовани радници са приходима и компензацијама знатно већим од просека; плата мушкарца од 57.000$ и жене од 40.000$ сматране су за уобичајене.                                          |
| Нижа средња класа (30%)                                                   | Полупрофесионални радници и занталије, који обухватају груби просек стандарда живота. Већина имају нешто универзитетског образовања и они су шалтерски радници.                       | Нижа средња класа (32%)            | Полупрофесионални радници и занталије са неком радном аутономијом; приходи домаћинства варијају у рангу од 35.000$ до 75.000$. Типично, имају нешто универзитетског образовања. | Средња класа(већина; 46%)   | Универзитетски образовани радници са приходима и компензацијама знатно већим од просека; плата мушкарца од 57.000$ и жене од 40.000$ сматране су за уобичајене.                                          |
| Радна класа (30%)                                                         | Свештеници и већина занатских радника чији рад је врло рутински. Стандард живота варира у односу на број запослених у домаћинству, али је често пристојан. Средње школско образовање. | Нижа средња класа (32%)            | Полупрофесионални радници и занталије са неком радном аутономијом; приходи домаћинства варијају у рангу од 35.000$ до 75.000$. Типично, имају нешто универзитетског образовања. | Средња класа(већина; 46%)   | Универзитетски образовани радници са приходима и компензацијама знатно већим од просека; плата мушкарца од 57.000$ и жене од 40.000$ сматране су за уобичајене.                                          |
| Радна класа (30%)                                                         | Свештеници и већина занатских радника чији рад је врло рутински. Стандард живота варира у односу на број запослених у домаћинству, али је често пристојан. Средње школско образовање. | Радна класа (32%)                  | Свештенички, „женски“ и занатски послови, и често ниска радна сигурност; уобичајени приход домаћинства варира у рангу од 16.000$ до 30.000$. Средње школско образовање.         | Радна класа (ca. 40% - 45%) | Занатски радници и они чији је посао врло рутински, са ниском економском сигурношћу; мушкарац са примањима од 40.000$ и жена са примањима од 26.000$, сматрани су за типичне. Средње школско образовање. |
| Сиромашни радници (13%)                                                   | Услужна делатност, нискорангирани свештеници и неки зантаски радници. Висока економска несигурност и велики ризик од сиромаштва. Нешто средње школског образовања.                    | Радна класа (32%)                  | Свештенички, „женски“ и занатски послови, и често ниска радна сигурност; уобичајени приход домаћинства варира у рангу од 16.000$ до 30.000$. Средње школско образовање.         | Радна класа (ca. 40% - 45%) | Занатски радници и они чији је посао врло рутински, са ниском економском сигурношћу; мушкарац са примањима од 40.000$ и жена са примањима од 26.000$, сматрани су за типичне. Средње школско образовање. |
| Сиромашни радници (13%)                                                   | Услужна делатност, нискорангирани свештеници и неки зантаски радници. Висока економска несигурност и велики ризик од сиромаштва. Нешто средње школског образовања.                    | Нижа класа (14% - 20%)             | Они који имају ниско плаћена места или зависе од владиних преноса. Нешто средње школског образовања.                                                                            | Радна класа (ca. 40% - 45%) | Занатски радници и они чији је посао врло рутински, са ниском економском сигурношћу; мушкарац са примањима од 40.000$ и жена са примањима од 26.000$, сматрани су за типичне. Средње школско образовање. |
| Нижа класа (12%)                                                          | Они са ограниченим или никаквим учешћем у радној снази. Зависни од владиних преноса. Нешто средње школског образовања.                                                                | Нижа класа (14% - 20%)             | Они који имају ниско плаћена места или зависе од владиних преноса. Нешто средње школског образовања.                                                                            | Сиромашни (ca. 12%)         | Они који живе испод границе сиромаштва са ограниченим до никаквим учешћем у радној снази; приход домаћинства од 18.000$ може бити типичан. Нешто средње школског образовања.                             |
| Извори: 1 Виша средња класа може такође да се односи и на „стручну класу“ | |                                    | |                             | |